# نمرور
نمرور هي قرية في مقاطعة هريس، إيران. عدد سكان هذه القرية هو 1,167 في سنة 2006.